# 130P/McNaught-Hughes
La comète McNaught-Hughes, officiellement 130P/McNaught-Hughes, est une comète périodique du système solaire, découverte le 30 septembre 1991 par Shaun M. Hughes (en) et Robert H. McNaught au UK Schmidt Telescope de l'observatoire de Siding Spring.